# فهرست ایستگاه‌های متروی تبریز

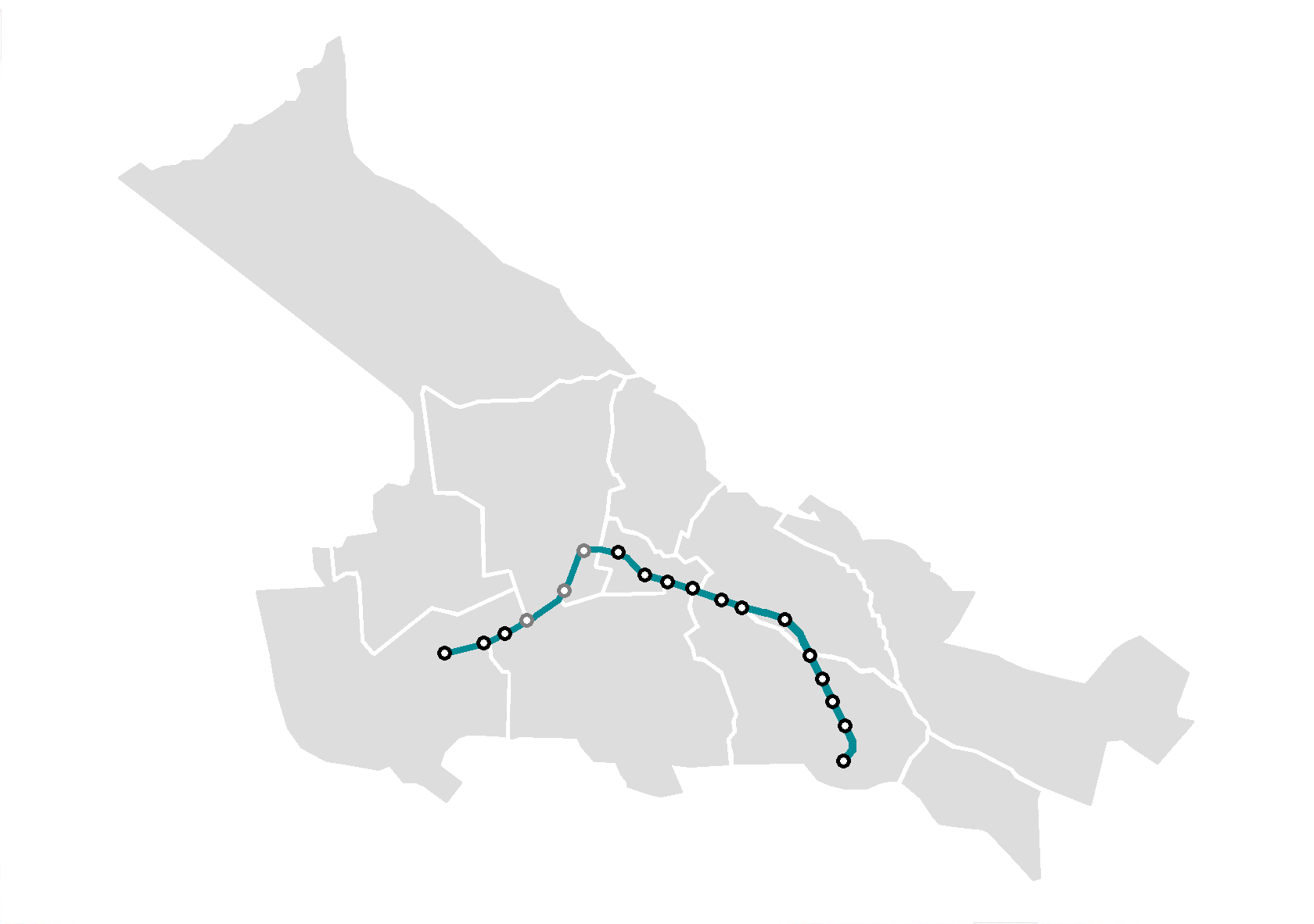
نقشه خط فعال (خط ۱) مترو تبریز

مترو تبریز ۱ خط فعال، ۲ خط در حال ساخت و ۲ خط در حال مطالعه و ۱۸ ایستگاه فعال دارد.

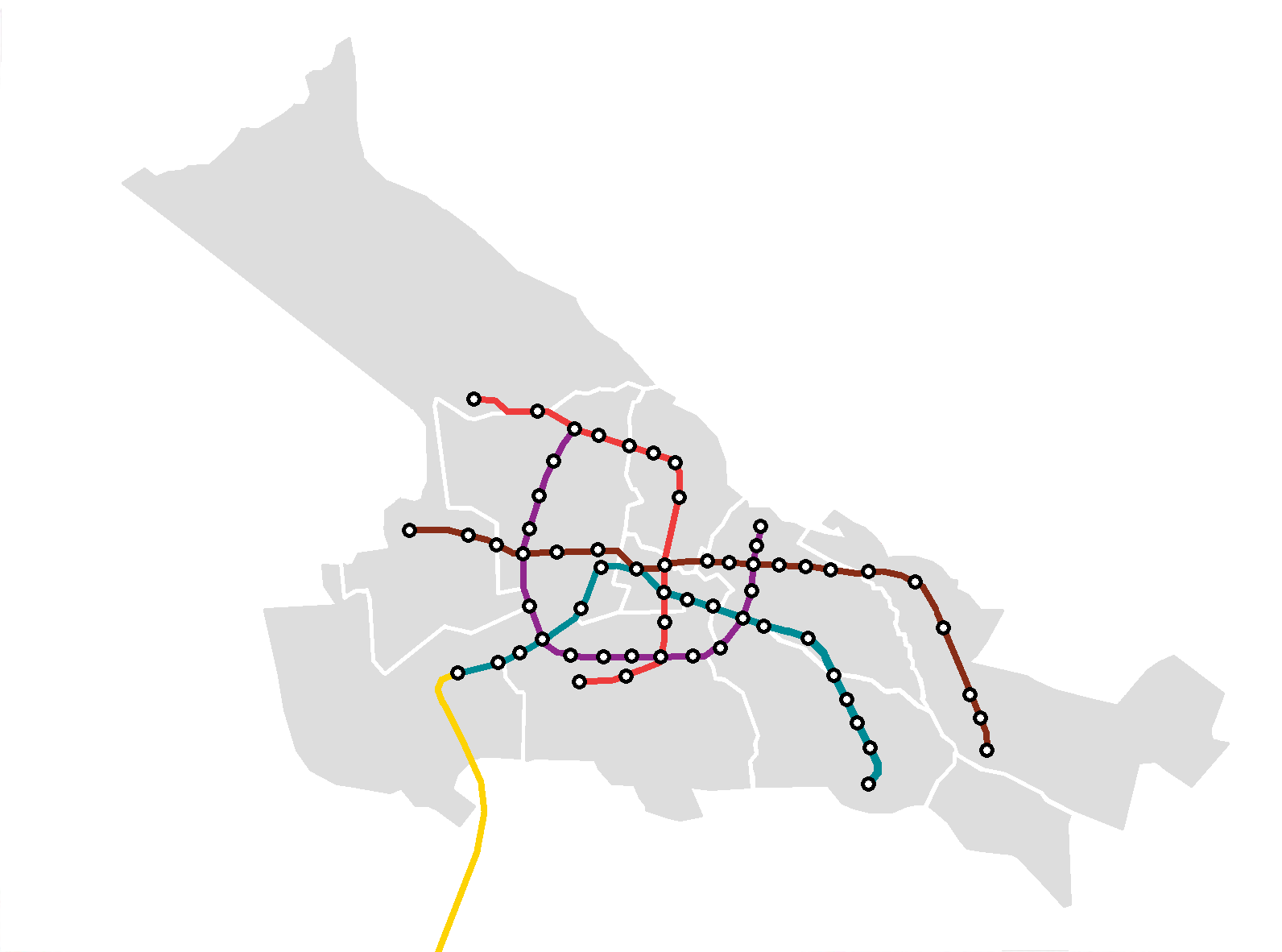
نقشه خطوط آینده تبریز

در جداول زیر ایستگاه‌ها و خطوط فعال و در حال ساخت به تفکیک ذکرشده و همچنین ایستگاه‌ها یا تقاطع‌های در حال ساخت با علامت  مشخص شده‌اند.

## خط ۱
خط ۱ مترو تبریز ۱۸ ایستگاه فعال دارد:
| شماره | نام                           | موقعیت                                  | وضعیت | تقاطع |
| ----- | ----------------------------- | --------------------------------------- | ----- | ----- |
| ۱     | ایستگاه ائل‌گۆلی               | بلوار ائل‌گۆلی                           | فعال  |       |
| ۲     | ایستگاه سهند                  | بلوار باکری، کوی سهند                   | فعال  |       |
| ۳     | ایستگاه امام رضا              | میدان گلشهر، بلوار باکری                | فعال  |       |
| ۴     | ایستگاه خیام                  | میدان شهید روحانی، بلوار باکری          | فعال  |       |
| ۵     | ایستگاه ۲۹ بهمن               | بلوار ۲۹ بهمن، ابتدای بلوار باکری       | فعال  |       |
| ۶     | ایستگاه استاد شهریار          | بلوار شهریار                            | فعال  |       |
| ۷     | ایستگاه دانشگاه               | بلوار ۲۹ بهمن، فلکه دانشگاه             | فعال  |       |
| ۸     | ایستگاه آبرسان                | خیابان امام خمینی، کوچه کلانتر          | فعال  |       |
| ۹     | ایستگاه میدان قطب (سالار ملی) | خیابان امام خمینی، چهارراه رضانژاد      | فعال  |       |
| ۱۰    | ایستگاه شهید بهشتی            | میدان شهید بهشتی                        | فعال  |       |
| ۱۱    | ایستگاه میدان ساعت            | ضلع شرقی میدان ساعت                     | فعال  |       |
| ۱۲    | ایستگاه میدان کهن             | خیابان محققی                            | فعال  |       |
| ۱۳    | ایستگاه قونقا                 | خیابان خیام، تقاطع امام خمینی و ۲۲ بهمن | فعال  |       |
| ۱۴    | ایستگاه گازران                | خیابان خیام، کوچه قائم                  | فعال  |       |
| ۱۵    | ایستگاه لاله                  | چهارراه لاله                            | فعال  |       |
| ۱۶    | ایستگاه امام حسین             | میدان امام حسین، بلوار اشرفی لاله       | فعال  |       |
| ۱۷    | ایستگاه باکری                 | میدان شهدای لاله                        | فعال  |       |
| ۱۸    | ایستگاه نور                   | شهرک نور، خیابان لاله غربی، کوچه برگی   | فعال  |       |

## خط ۲
خط ۲ مترو تبریز ۲۱ ایستگاه در دست احداث دارد:
| شماره | نام                              | موقیت        | وضعیت | تقاطع |
| ----- | -------------------------------- | ------------ | ----- | ----- |
| ۱     | ایستگاه قراملک                   |              |       |       |
| ۲     | ایستگاه شهرک امام خمینی          |              |       |       |
| ۳     | ایستگاه خطیب شمالی               |              |       |       |
| ۴     | ایستگاه آخونی                    |              |       |       |
| ۵     | ایستگاه قره‌آغاج                  |              |       |       |
| ۶     | ایستگاه نیروی هوایی              |              |       |       |
| ۷     | ایستگاه میدان کهن                | خیابان محققی |       |       |
| ۸     | ایستگاه بازار                    |              |       |       |
| ۹     | ایستگاه ششگلان                   |              |       |       |
| ۱۰    | ایستگاه سیلاب                    |              |       |       |
| ۱۱    | ایستگاه باغمیشه                  |              |       |       |
| ۱۲    | ایستگاه عباسی                    |              |       |       |
| ۱۳    | ایستگاه توانیر                   |              |       |       |
| ۱۴    | ایستگاه سیاپان                   |              |       |       |
| ۱۵    | ایستگاه رشدیه                    | میدان فهمیده |       |       |
| ۱۶    | ایستگاه فرشته                    |              |       |       |
| ۱۷    | ایستگاه نارمک                    |              |       |       |
| ۱۸    | ایستگاه دانشگاه آزاد             |              |       |       |
| ۱۹    | ایستگاه فرهنگیان                 |              |       |       |
| ۲۰    | ایستگاه نمایشگاه بین‌المللی تبریز |              |       |       |
| ۲۱    | ایستگاه شهر جدید خاوران          |              |       |       |

## خط ۳
خط ۳ مترو تبریز ۱۳ ایستگاه در دست احداث دارد:
| شماره | نام                     | موقعیت              | وضعیت | تقاطع |
| ----- | ----------------------- | ------------------- | ----- | ----- |
| ۱     | ایستگاه فرودگاه تبریز   |                     |       |       |
| ۲     | ایستگاه میدان آذربایجان |                     |       |       |
| ۳     | ایستگاه ستارخان         |                     |       |       |
| ۴     | ایستگاه انقلاب          |                     |       |       |
| ۵     | ایستگاه ارم             |                     |       |       |
| ۶     | ایستگاه سرخاب           |                     |       |       |
| ۷     | ایستگاه شمس تبریزی      |                     |       |       |
| ۸     | ایستگاه بازار           |                     |       |       |
| ۹     | ایستگاه میدان ساعت      | ضلع شرقی میدان ساعت |       |       |
| ۱۰    | ایستگاه باغ شمال        |                     |       |       |
| ۱۱    | ایستگاه پست تبریز       |                     |       |       |
| ۱۲    | ایستگاه معراج           |                     |       |       |
| ۱۳    | ایستگاه ترمینال تبریز   |                     |       |       |

## خط ۴
خط ۴ مترو تبریز ۱۸ ایستگاه در دست احداث دارد:
| شماره | نام                     | موقیت                          | وضعیت | تقاطع |
| ----- | ----------------------- | ------------------------------ | ----- | ----- |
| ۱     | ایستگاه میدان آذربایجان |                                |       |       |
| ۲     | ایستگاه سرداران فاتح    |                                |       |       |
| ۳     | ایستگاه علامه جعفری     |                                |       |       |
| ۴     | ایستگاه بهار            |                                |       |       |
| ۵     | ایستگاه آخونی           |                                |       |       |
| ۶     | ایستگاه جهاد            |                                |       |       |
| ۷     | ایستگاه لاله            | چهارراه لاله                   |       |       |
| ۸     | ایستگاه ابوذر           |                                |       |       |
| ۹     | ایستگاه ابوریحان        |                                |       |       |
| ۱۰    | ایستگاه شریعتی          |                                |       |       |
| ۱۱    | ایستگاه پست تبریز       |                                |       |       |
| ۱۲    | ایستگاه حافظ            |                                |       |       |
| ۱۳    | ایستگاه مارالان         |                                |       |       |
| ۱۴    | ایستگاه آبرسان          | خیابان امام خمینی، کوچه کلانتر |       |       |
| ۱۵    | ایستگاه بیلانکوه        |                                |       |       |
| ۱۶    | ایستگاه باغمیشه         |                                |       |       |
| ۱۷    | ایستگاه شهید رجایی      |                                |       |       |
| ۱۸    | ایستگاه پاسداران        |                                |       |       |

## خط ۵
ایستگاه‌های خط ۵ مترو تبریز به شرح زیر است:
این خط شامل یازده ایستگاه، از راه‌آهن تبریز آغاز می‌شود و با عبور از چهارراه خطیب، نصف‌راه (جهاد)، تا باغ فجر (گلستان) جایگاه تاریخی قونقا امتداد می‌یابد و دارای ایستگاه تبادلی با ایستگاه ۱۳(قونقا) خط یک است. این خط نهایتاً با عبور از منطقة اهراب، در مجاورت ارک علیشاه (چهارراه شریعتی) پایان می‌یابد.
- انشعاب خط ۵ (خط برون‌شهری تبریز - سهند)

در ادامه خط ۵ انشعاب آن آغاز می‌گردد که به خط برون‌شهری تبریز- سهند مشهور است. این خط نیز در محل ایستگاه ۱۸ (نور) با خط یک دارای ایستگاه مشترک بوده و با عبور از مقابل کارخانه تراکتور سازی به سمت شهر جدید سهند ادامه خواهد یافت.